# Alice Matteucci
Alice Matteucci (ur. 29 września 1995 w Pescarze) – włoska tenisistka, reprezentantka kraju w rozgrywkach Pucharu Federacji.
W przeciągu kariery zwyciężyła w sześciu singlowych i szesnastu deblowych turniejach rangi ITF. 22 lutego 2016 roku zajmowała najwyższe miejsce w rankingu singlowym WTA Tour – 319. pozycję. Natomiast w deblu jej najwyższą lokatą było 145. miejsce osiągnięte 26 października 2015 roku.
W 2014 roku zadebiutowała w reprezentacji Włoch podczas meczu ćwierćfinałowego Grupy Światowej Pucharu Federacji w deblu, startując w parze z Nastassją Burnett.

## Wygrane turnieje rangi ITF
| turnieje z pulą nagród 100 000 $ |
| turnieje z pulą nagród 75 000 $  |
| turnieje z pulą nagród 50 000 $  |
| turnieje z pulą nagród 25 000 $  |
| turnieje z pulą nagród 15 000 $  |
| turnieje z pulą nagród 10 000 $  |

### Gra pojedyncza
|    | Data       | Turniej        | Naw.           | Przeciwniczka    | Wynik            |
| 1. | 15/09/2013 | Pula           | Ceglana        | Claudia Giovine  | 5:7, 6:2, 7:5    |
| 2. | 09/03/2014 | Amiens         | Ceglana (hala) | Manon Arcangioli | 6:4, 6:3         |
| 3. | 29/03/2015 | Hawr           | Ceglana (hala) | Cindy Burger     | 4:6, 6:4, 7:6(3) |
| 4. | 14/06/2015 | Szarm el-Szejk | Twarda         | Sara Tomic       | 6:4, 6:2         |
| 5. | 26/11/2016 | Solarino       | Dywanowa       | Klaartje Liebens | 6:3, 7:6(1)      |
| 6. | 09/09/2018 | Triest         | Ceglana        | Camilla Scala    | 6:2, 6:2         |

### Gra podwójna
|     | Data       | Turniej        | Naw.           | Partnerka           | Przeciwniczki                        | Wynik                |
| 1.  | 29/09/2013 | Pula           | Ceglana        | Claudia Giovine     | Carolin Daniels Laura Schaeder       | 1:6, 6:3, 10–5       |
| 2.  | 07/12/2013 | Duino-Aurisina | Ceglana (hala) | Claudia Giovine     | Anastasia Grymalska Yuliana Lizarazo | 7:6(4), 6:1          |
| 3.  | 18/05/2014 | Pula           | Ceglana        | Yuliana Lizarazo    | Carla Lucer Francesca Segarelli      | 6:1, 7:5             |
| 4.  | 06/07/2014 | Bruksela       | Ceglana        | Camilla Rosatello   | Diana Buzean Nateła Dzałamidze       | 6:4, 3:6, 10–3       |
| 5.  | 12/07/2014 | Turyn          | Ceglana        | Yuliana Lizarazo    | Georgia Brescia Lisa Sabino          | 6:3, 6:2             |
| 6.  | 02/11/2014 | Szarm el-Szejk | Twarda         | Elise Mertens       | Ioana Loredana Roșca Julia Terziyska | 6:7(1), 7:6(4), 10–6 |
| 7.  | 19/04/2015 | Pula           | Ceglana        | Martina Trevisan    | Giorgia Marchetti Anna Remondina     | 6:2, 6:3             |
| 8.  | 31/05/2015 | Szarm el-Szejk | Twarda         | Despina Papamichail | Elena-Teodora Cadar Eleni Kordolemi  | 6:3, 6:4             |
| 9.  | 07/06/2015 | Szarm el-Szejk | Twarda         | Despina Papamichail | Grace Dixon Ella Leivo               | 6:1, 6:3             |
| 10. | 11/07/2015 | Turyn          | Ceglana        | Xenia Knoll         | Susanne Celik Diāna Marcinkēviča     | 6:2, 7:5             |
| 11. | 21/11/2015 | Shrewsbury     | Twarda (hala)  | Xenia Knoll         | Lesley Kerkhove Quirine Lemoine      | 3:6, 6:3, 10–3       |
| 12. | 10/06/2016 | Padwa          | Ceglana        | Katarzyna Piter     | Cristina Dinu Lina Ǵorčeska          | 2:6, 7:6(1), 10–8    |
| 13. | 28/08/2016 | Bagnatica      | Ceglana        | Camilla Rosatello   | Conny Perrin Jana Sizikowa           | 6:4, 5:7, 10–5       |
| 14. | 09/04/2017 | Pula           | Ceglana        | Camilla Rosatello   | Bibiane Schoofs Sandra Zaniewska     | 6:1, 6:3             |
| 15. | 16/06/2017 | Padwa          | Ceglana        | Cristiana Ferrando  | Gabriela Cé Catalina Pella           | 2:6, 6:0, 11–9       |